# Division I i ishockey för damer 1990/1991
Division I i ishockey för damer 1990/1991 var den sjunde säsongen av Division I för damer. Endast sex lag deltog i en enda grupp, division I Stockholm. I Stockholm spelades även en Division II-serie med sju lag. Ute i landet fanns några lokala serier som inte tycks ha varit anslutna till det nationella seriessystemet. Dala-Örebroserien var inne på sitt andra år och spelades med sex lag. Skåneserien spelades i region syd. Namnet till trots kom tre av fyra lag från södra Västergötland och norra Halland. Alvesta SK spelade med Smålands B-pojkar i division III Småland. I norr spelades Norrlandsserien med sju lag främst från Ångermanland.

## Division I Stockholm
| Nr | Lag              | S  | V | O | F | GM | IM | MS  | P  |
| -- | ---------------- | -- | - | - | - | -- | -- | --- | -- |
| 1  | Nacka HK         | 10 | 9 | 1 | 0 | 74 | 9  | +65 | 19 |
| 2  | FoC Farsta       | 10 | 7 | 1 | 2 | 53 | 11 | +42 | 15 |
| 3  | Brynäs IF        | 10 | 4 | 2 | 4 | 35 | 30 | +5  | 10 |
| 4  | Vallentuna BK    | 10 | 3 | 2 | 5 | 21 | 34 | −13 | 8  |
| 5  | Västerhaninge IF | 10 | 3 | 0 | 7 | 13 | 35 | −22 | 6  |
| 6  | Bålsta/Bro HC    | 10 | 1 | 0 | 9 | 16 | 93 | −77 | 2  |